# CRH1
De CRH1 is een Chinese hogesnelheidstrein gebaseerd op Bombardier technologie en wordt gebouwd door een Chinees-Canadese joint venture van CSR Sifang Co Ltd. en Bombardier in de Bombardier Sifang Power Transportation fabriek in Qingdao, Shandong, China.
Tegelijk met de eerste 20 CRH1-treinstellen in juni 2007 bestelde het Chinese ministerie van spoorwegen op de Shinkansen gebaseerde CRH2- en op de Pendolino gebaseerde CRH3 treinen. Vervolgens werden nog eens 20 CRH1 treinstellen, elk met 8 rijtuigen en een standaard capaciteit van 670 zitplaatsen besteld. De totale waarde van deze order was €560 miljoen. In juli 2010 werden nog eens 40 acht-rijtuigs treinstellen besteld.
De meeste CRH1 treinstellen worden door Guangshen Railway ingezet om alle locomotief getrokken treinen tussen Guangzhou en Shenzhen in Guangdong te vervangen. Enkele worden op de lijn Shanghai – Nanjing ingezet.

## CRH1A en CRH1B
De CRH1A en CRH1B zijn gebaseerd op Bombardiers Regina. De trein is een gezamenlijk ontwerp door Bombardier en Sifang in Västerås, Zweden en werd aanvankelijk C2008 genoemd.
Elk CRH1A treinstel bestaat uit acht rijtuigen, twee eersteklas (ZY), vijf tweedeklas (ZE) en één tweedeklas/restauratiewagon (ZEC). De maximumsnelheid van de CRH1A is 250 km/h, maar de feitelijke maximumsnelheid wordt altijd begrensd door de software van het geautomatiseerd besturingssysteem, zodat de operationele maximumsnelheid in feite 220 km/h is.
De CRH1B is een verlengde CRH1A. Elk treinstel bestaat uit 16 rijtuigen, drie eersteklas (ZY), twaalf tweedeklas (ZE) en één restauratiewagon (CA). De maximumsnelheid van de CHR1B wordt echter niet begrensd en is ook feitelijk 250 km/h.

## CRH1E
De CRH1E is de eerste hogesnelheids-slaaptrein ter wereld en is gebaseerd op Bombardiers Zefiro 250 km/h ontwerp. De trein is ontworpen door Bombardier en Zagato. Elk treinstel bestaat uit 16 rijtuigen, één eersteklas- (WG) en 12 tweedeklas slaapwagons (WR), twee tweedeklas- (ZE) en één restauratiewagon (CA).

## Foto's

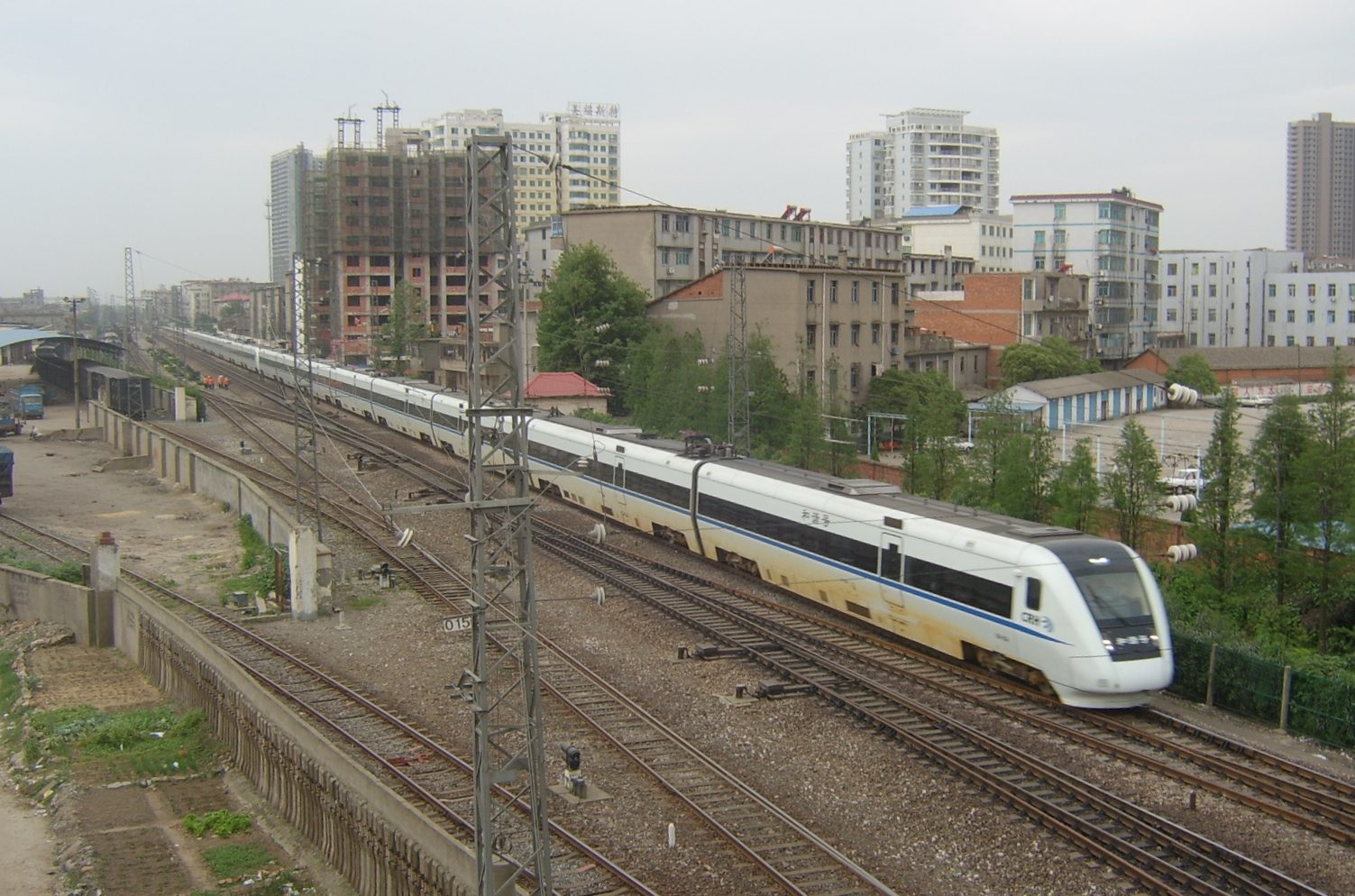
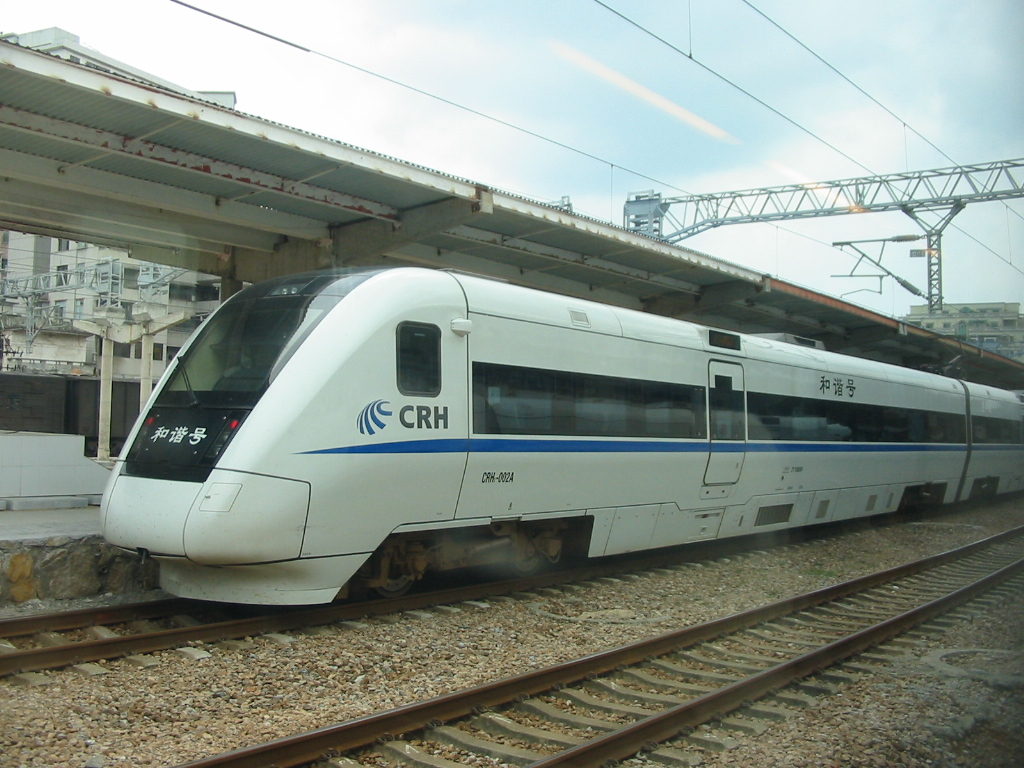
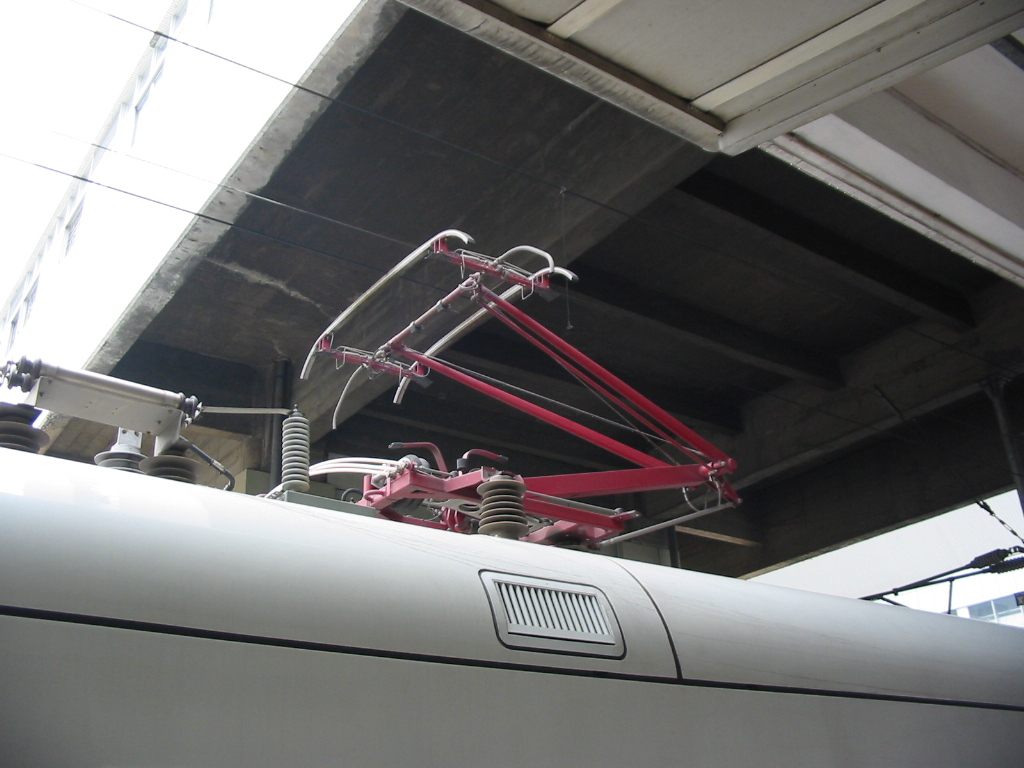
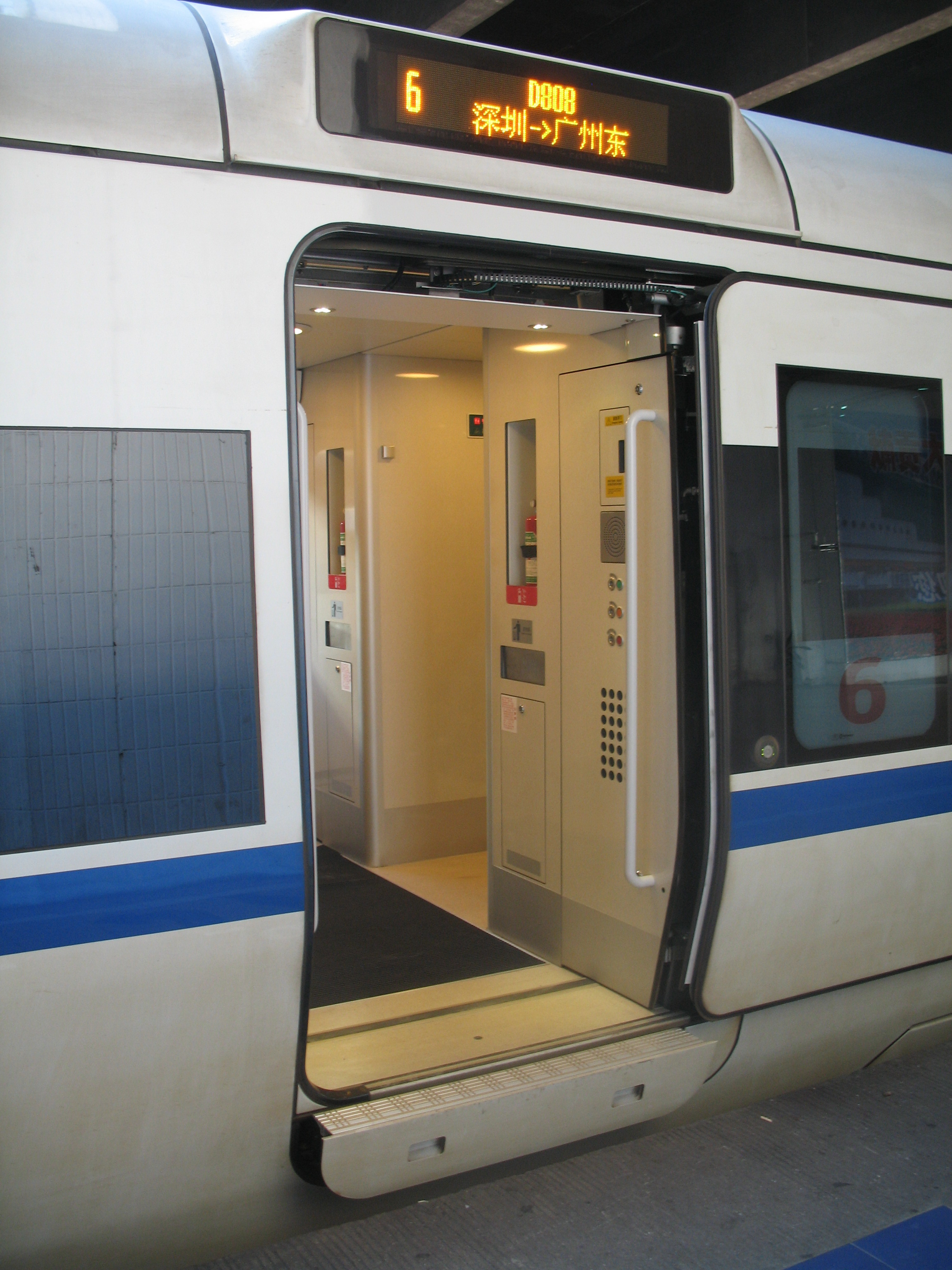
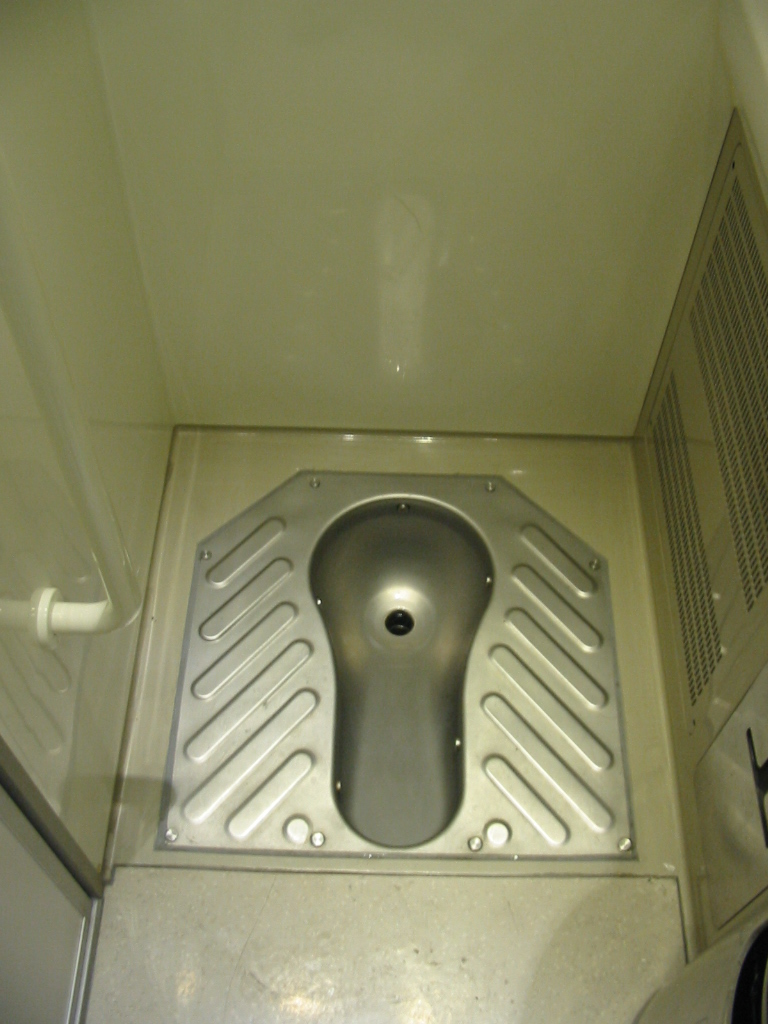
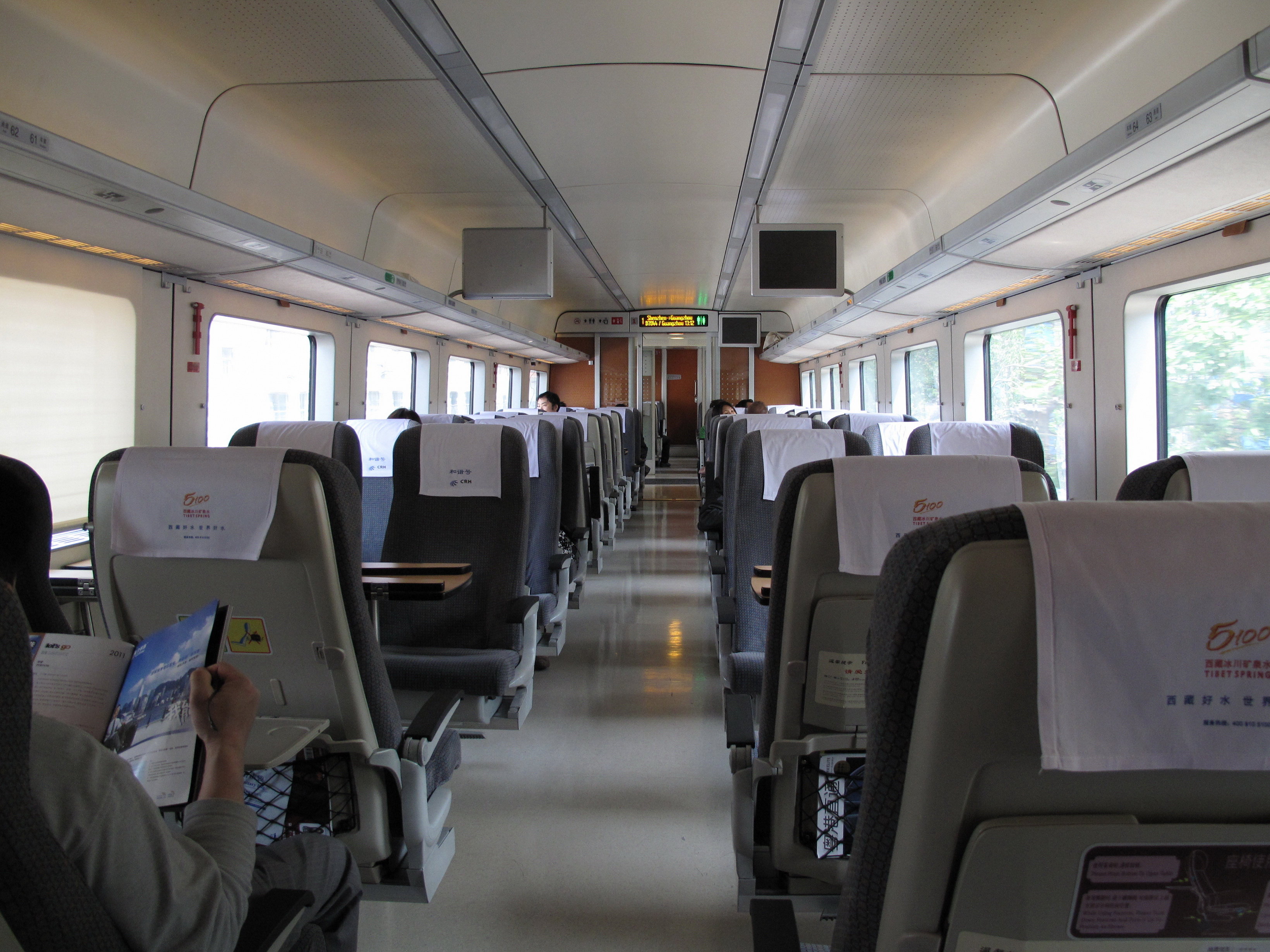
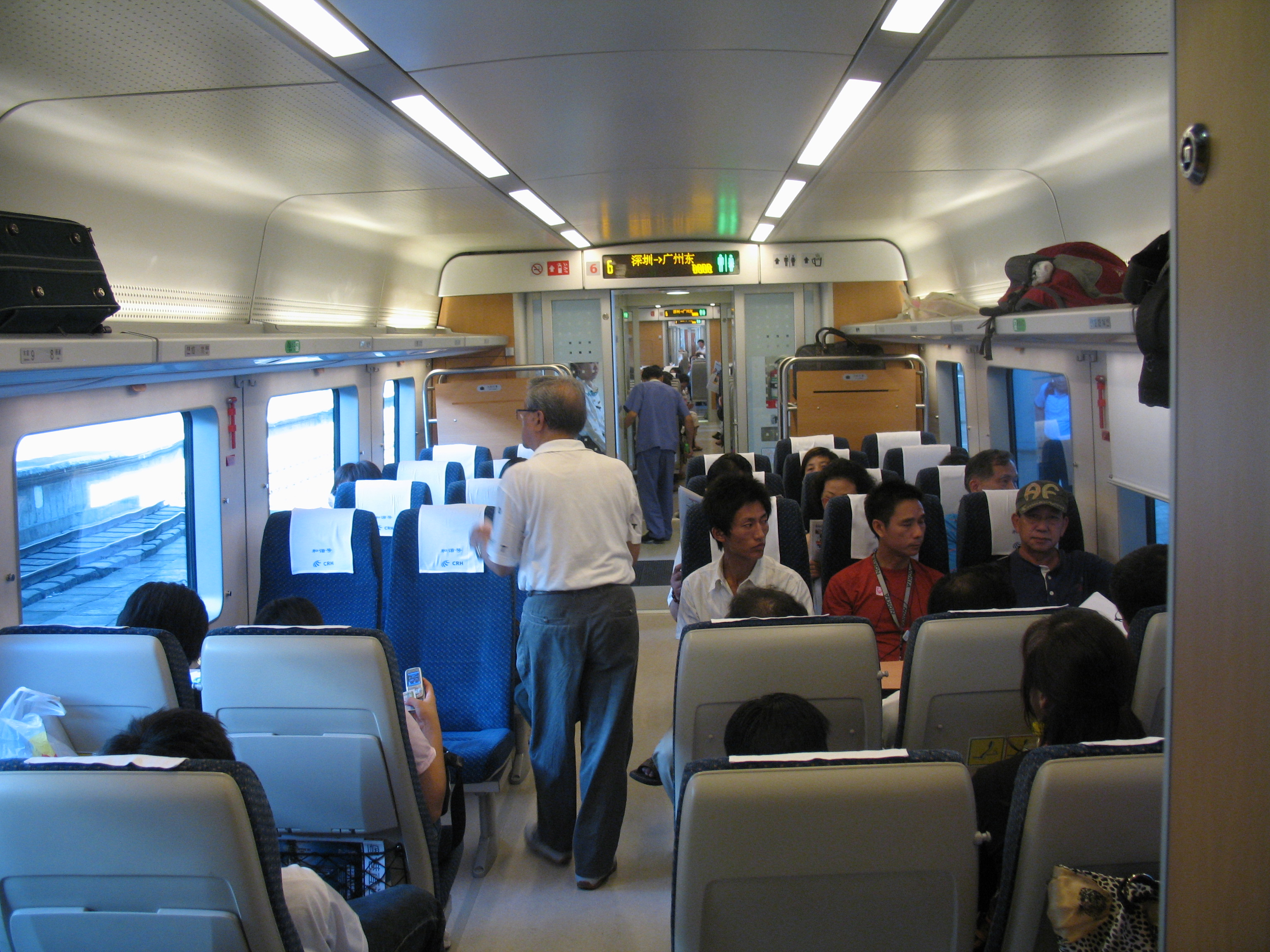
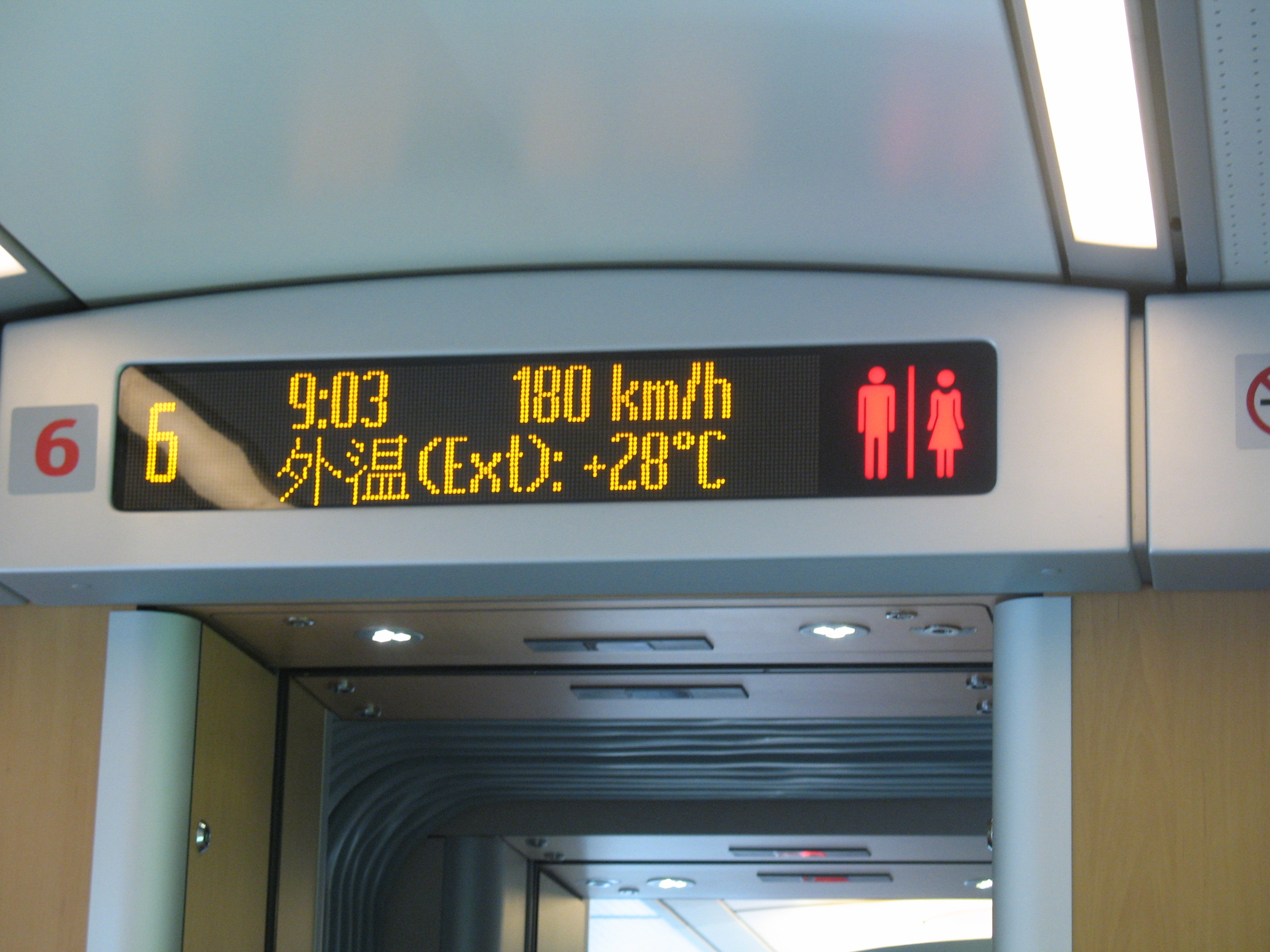
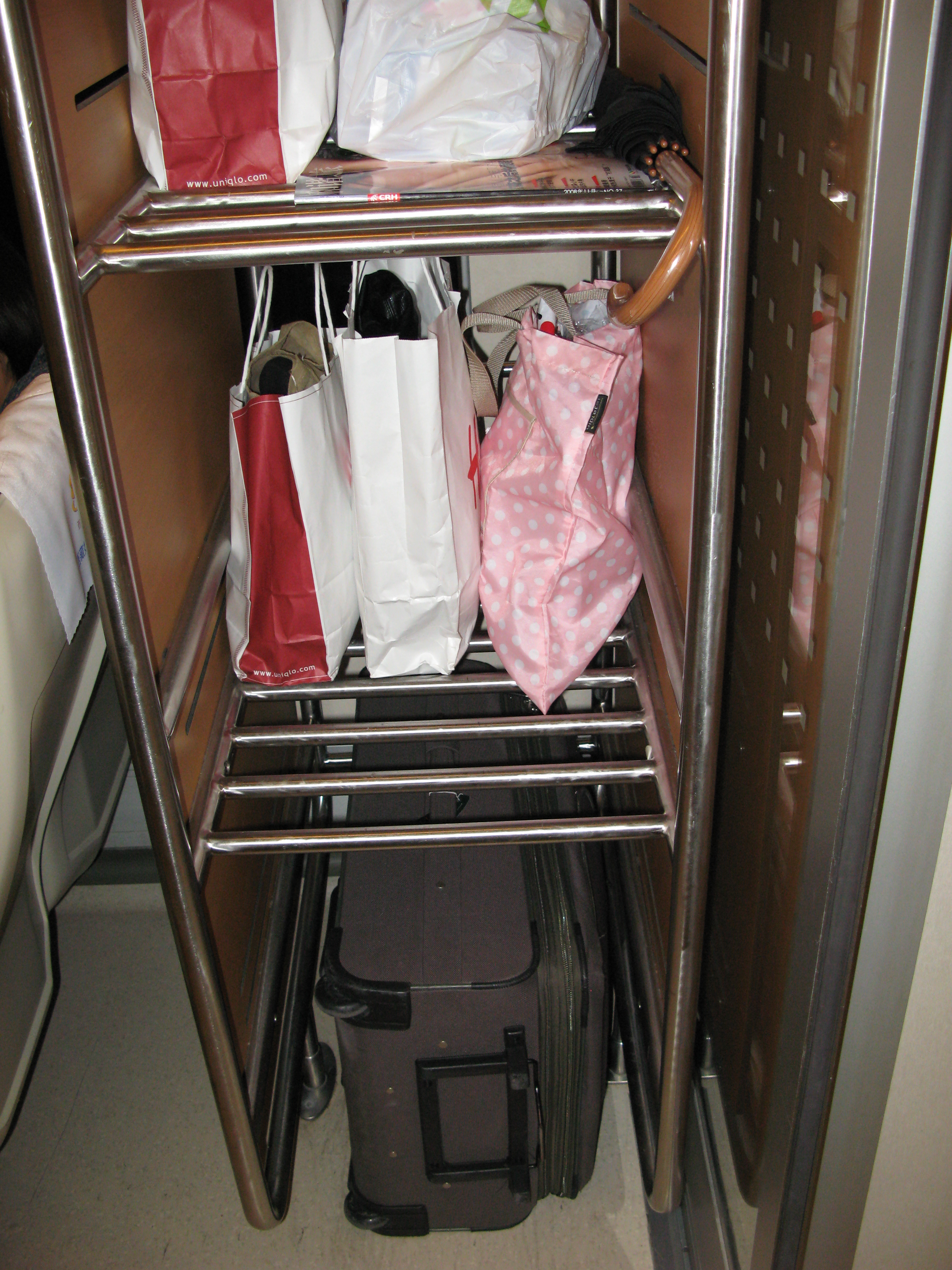
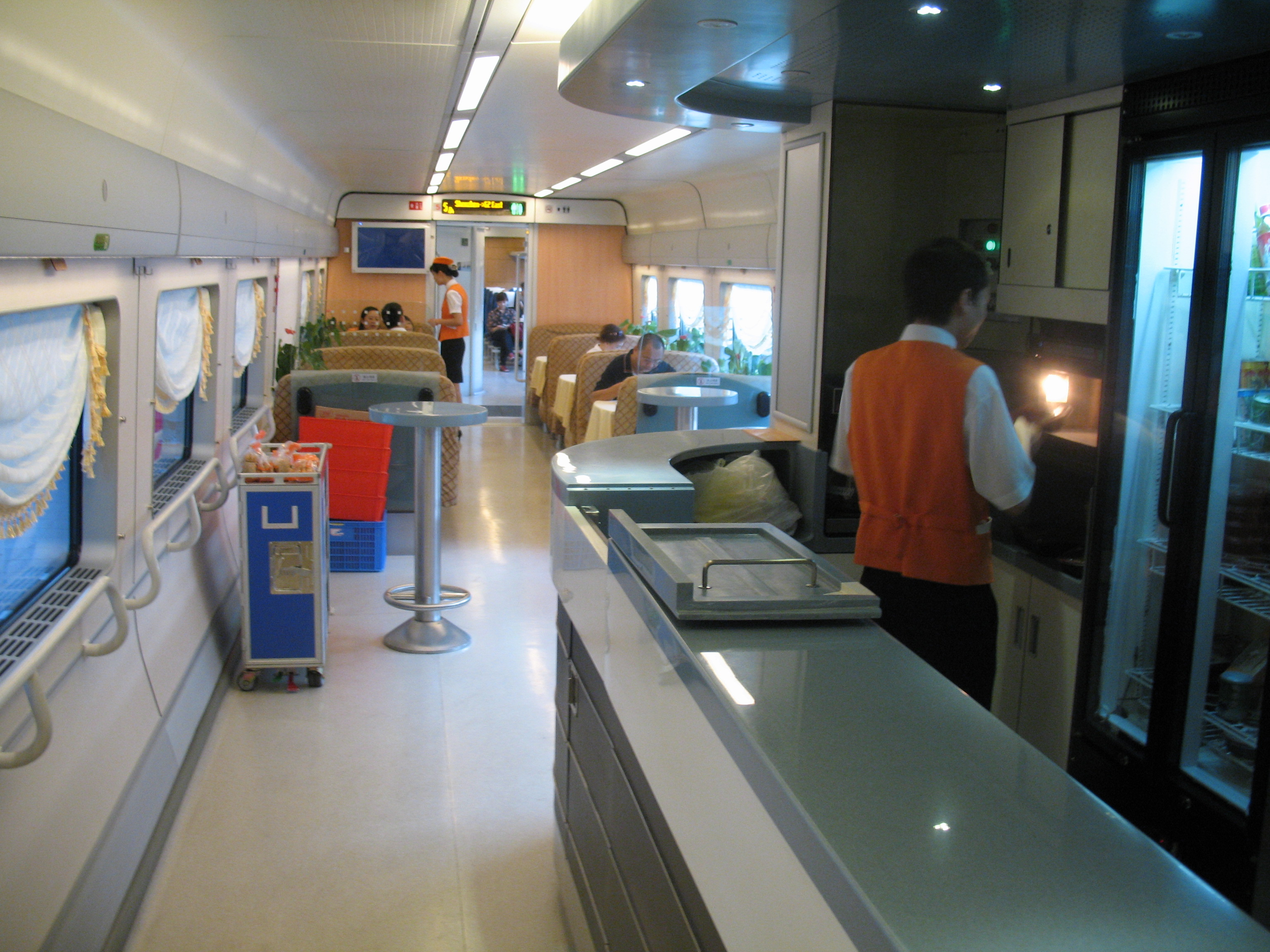
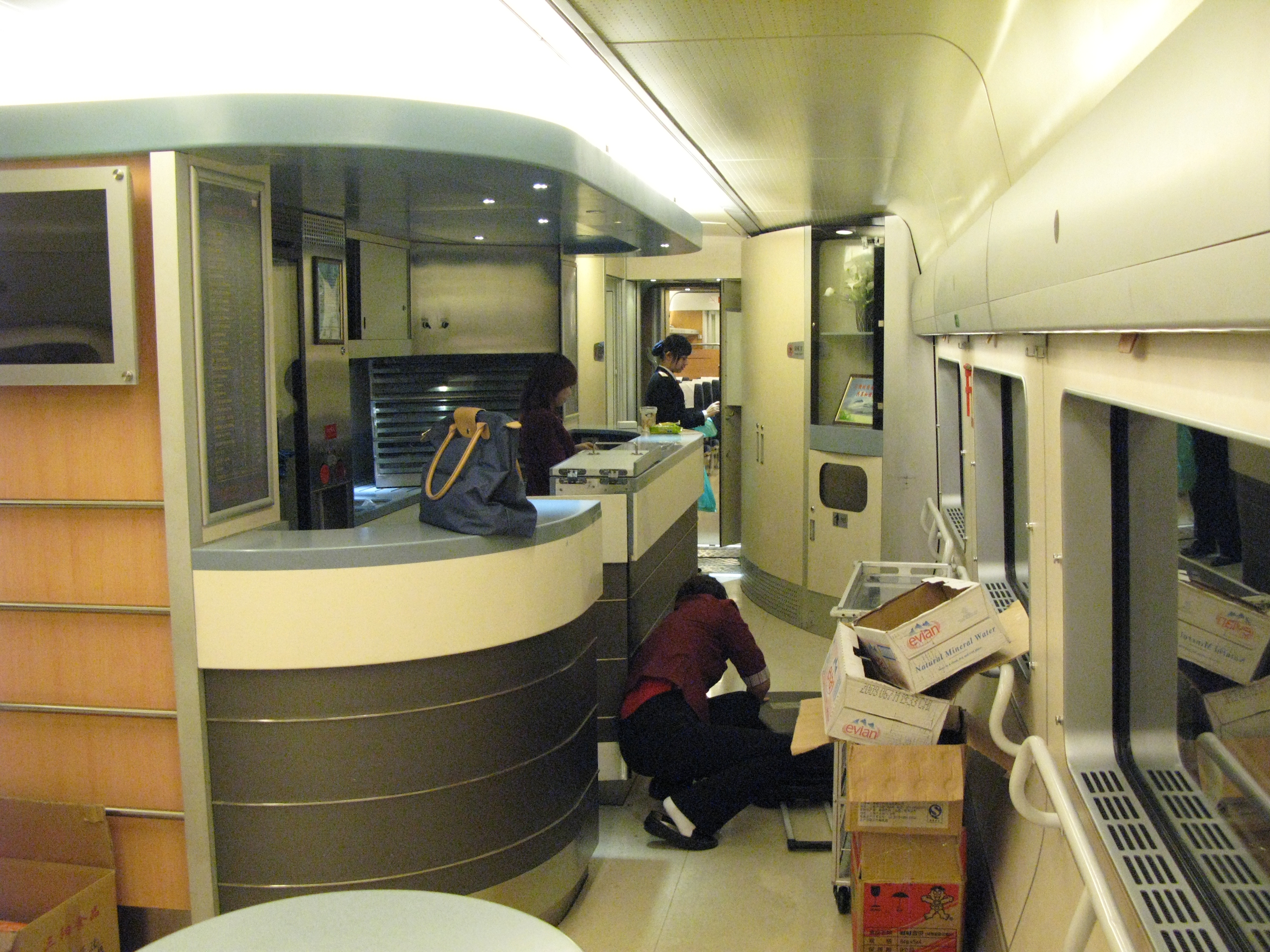